# ブラム・ストーカー
ブラム・ストーカー（英: Bram Stoker、本名：エイブラハム・ストーカー、英: Abraham Stoker、1847年11月8日 - 1912年4月20日）は、アイルランドの作家。特に怪奇小説の古典『吸血鬼ドラキュラ』（1897年）で知られる。生前は俳優ヘンリー・アーヴィングの個人秘書及び、彼が所有していたウエスト・エンドのライシアム劇場のマネージャーとしても知られていた。
ストーカーはアイルランドの首都ダブリンの生まれであり、家族はアイルランド聖公会の信徒であった。幼少時は原因不明の病で寝たきりであったが、後に快復すると大学時代はスポーツ選手として活躍した。卒業後は父と同じくアイルランド行政の公務員になったが、副業として小説執筆や大学時代に興味を持った演劇の評論執筆を地元紙で行うなど、早くから文芸活動も行っていた。転機となったのは1876年、当代の名優ヘンリー・アーヴィングとの出会いであり、ロンドンに家族で転居し、彼が所有するライシアム劇場で働き始めた。アーヴィングの公演の随伴者としてアメリカやヨーロッパなど世界各地を訪れ、また彼を通してロンドンの上流階級とも交友を持ったことは小説の内容に影響を与えた。今日には『吸血鬼ドラキュラ』で知られているが、主としてはロマンス小説を数多く発表した。1912年4月20日に運動失調症で亡くなり、遺体は北ロンドンで火葬された。死後、妻フローレンスによって未発表作が出版されている。

## 生涯

### 前半生
1847年11月8日、アイルランドの首都ダブリンのクロンターフ区マリノ・クレセント15番地にあるストーカー家の3人目として生まれる（現在この生家に隣接する公園はブラム・ストーカー公園と名付けられている）。
父はダブリン出身で上級公務員のエイブラハム・ストーカー（1799年-1876年）、母はスライゴ県出身のシャーロット・マチルダ・ブレイク・ソーンリー（1818年-1901年）だった。
また、ストーカーは7人兄弟であり、長兄は準男爵に叙されたソーンリー・ストーカーである。
両親はアイルランド聖公会クロンターフ教区の会員で、教区教会で洗礼を受けた。
幼少時のストーカーは原因不明の病で寝たきりであったが、後に完治し、7歳で学校に通い始めた。この頃についてストーカーは「私は生まれつき思慮深く、長い闘病生活で生じた余暇は思考する時間を与えてくれた。これが後に種類に応じて実りあるものになった」と回顧している。彼が通った学校は牧師が経営する私立学校であった。
完治後はそれ以上の大病を患うこともなく、ダブリン大学トリニティ・カレッジに入学する。同大学には1864年から1870年まで在籍し、アスリートとしても優秀な成績を収めた。1870年の卒業時に学士号（BA）を取得し、学費を払って1875年には修士号も取得した。後年、数学で優秀な成績を収めて卒業したと回顧しているが、これは誤りであったようである。

### 初期キャリア

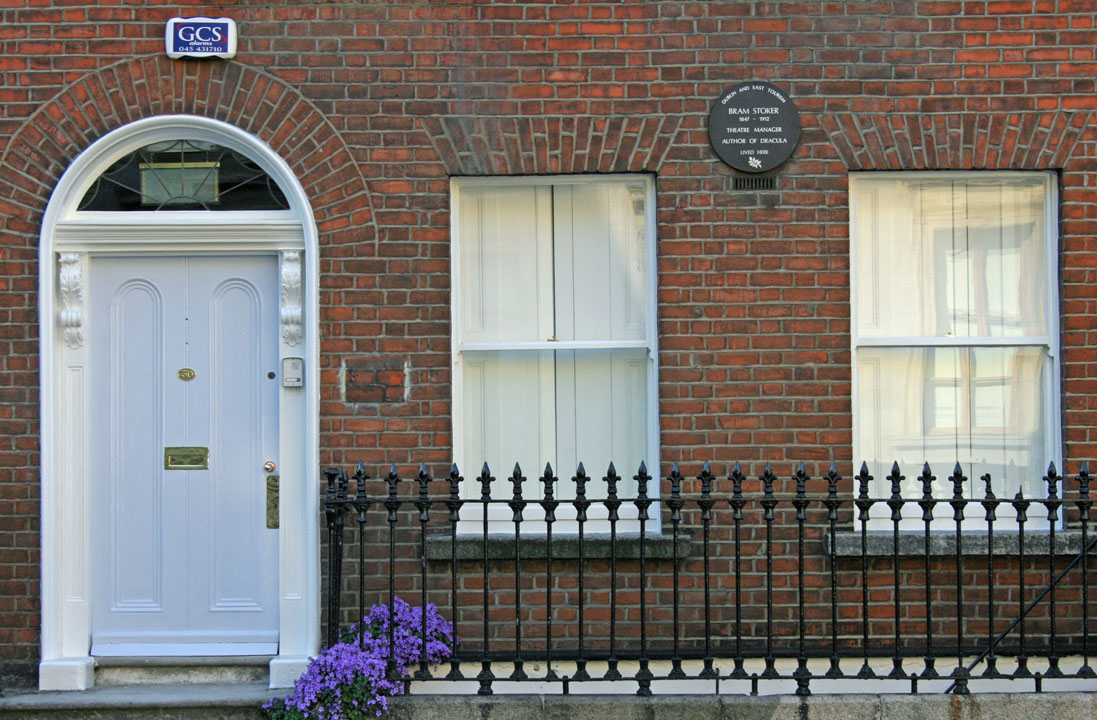
ダブリンにあるストーカーの旧邸宅。

ストーカーは学生時代に、友人のマウンセル博士を通じて演劇に興味を持った。アイルランドの公務員として働く傍らで作家シェリダン・レ・ファニュが共同経営者でもあったダブリン・イブニング・メール紙の演劇批評も受け持った。当時、演劇批評家の社会的地位は低いものであったが、ストーカーの批評は、その質の高さで評判となり、注目を集めた。生涯の友人となる舞台俳優ヘンリー・アーヴィングとの出会いは、1876年12月に彼がダブリンのシアター・ロイヤルで主演を務めた『ハムレット』を好意的に評価したからであった。アーヴィングは滞在していたシェルボーン・ホテルでの夕食にストーカーを招き、以降、友誼を結んだ。一方、この頃から既に小説の執筆も始めており、1872年に『Crystal Cup』がロンドン・ソサエティから出版され、続いて4部構成の『The Chain of Destiny』がシャムロック誌に連載された。

### 結婚とライシアム劇場への転職
1878年にストーカーはマリノ・クレセント1番地に住むジェームズ・バルコム中佐の娘フローレンス・バルコムと結婚した。彼女は美人として有名で、オスカー・ワイルドも求婚者の一人であった。
ストーカーとワイルドは、ストーカーの学生時代から面識があり、時にワイルドを大学の哲学協会の会員に推薦したこともあった。ストーカーのフローレンスとの結婚はワイルドを激怒させ、2人は絶交したが、後には関係を修復し、ワイルドの没落後には、彼と会うためストーカーが大陸に旅行したこともあった。
ストーカーは家族と共にロンドンに移住し、アーヴィングが所有する、ウエスト・エンドにあったライシアム劇場の支配人代理の職に就いた。後には同劇場の営業部長になり、27年間在職した。
1879年12月31日に誕生した息子にはアーヴィング・ノエル・ソーンリー・ストーカーと名付けるなど、アーヴィングとの交友関係はストーカーにとって重要であった。彼を通してストーカーはロンドンの上流階級と交流を持ち、ジェームズ・マクニール・ホイッスラーやサー・アーサー・コナン・ドイルと知り合った（ドイルとは遠縁でもあった）。当代きっての名優と謳われたアーヴィングの下で働き、ロンドンで最も成功したと評される劇場の経営に参画したことは、多忙ながらもストーカー個人が注目を浴びることにも繋がった。彼はアーヴィングに献身的に尽くし、アーヴィングの死後に書いた回顧録では崇拝していたとも語っている。
また、この頃、親友となるホール・ケインとも出会い、後の代表作『吸血鬼ドラキュラ』では彼へ献辞している。
アーヴィングのツアーに従いストーカーは世界中を旅した。ただ、代表作『吸血鬼ドラキュラ』の舞台となった東欧は訪れていない。アーヴィングの人気が高かったアメリカはストーカーが満喫した国であり、ホワイトハウスにも2度招かれ、ウィリアム・マッキンリーやセオドア・ルーズベルトと出会っている。
ストーカーの作品のうち2作はアメリカを舞台とし、またそれ以外の作品でもアメリカ人が登場することがあった（『吸血鬼ドラキュラ』のクインシー・モリスなど）。
当時の文壇で信奉されていたウォルト・ホイットマンとも交友を持ち、1872年に彼に宛てた手紙は深く抑圧された同性愛の表現と解釈する者もいる。

### 著作活動

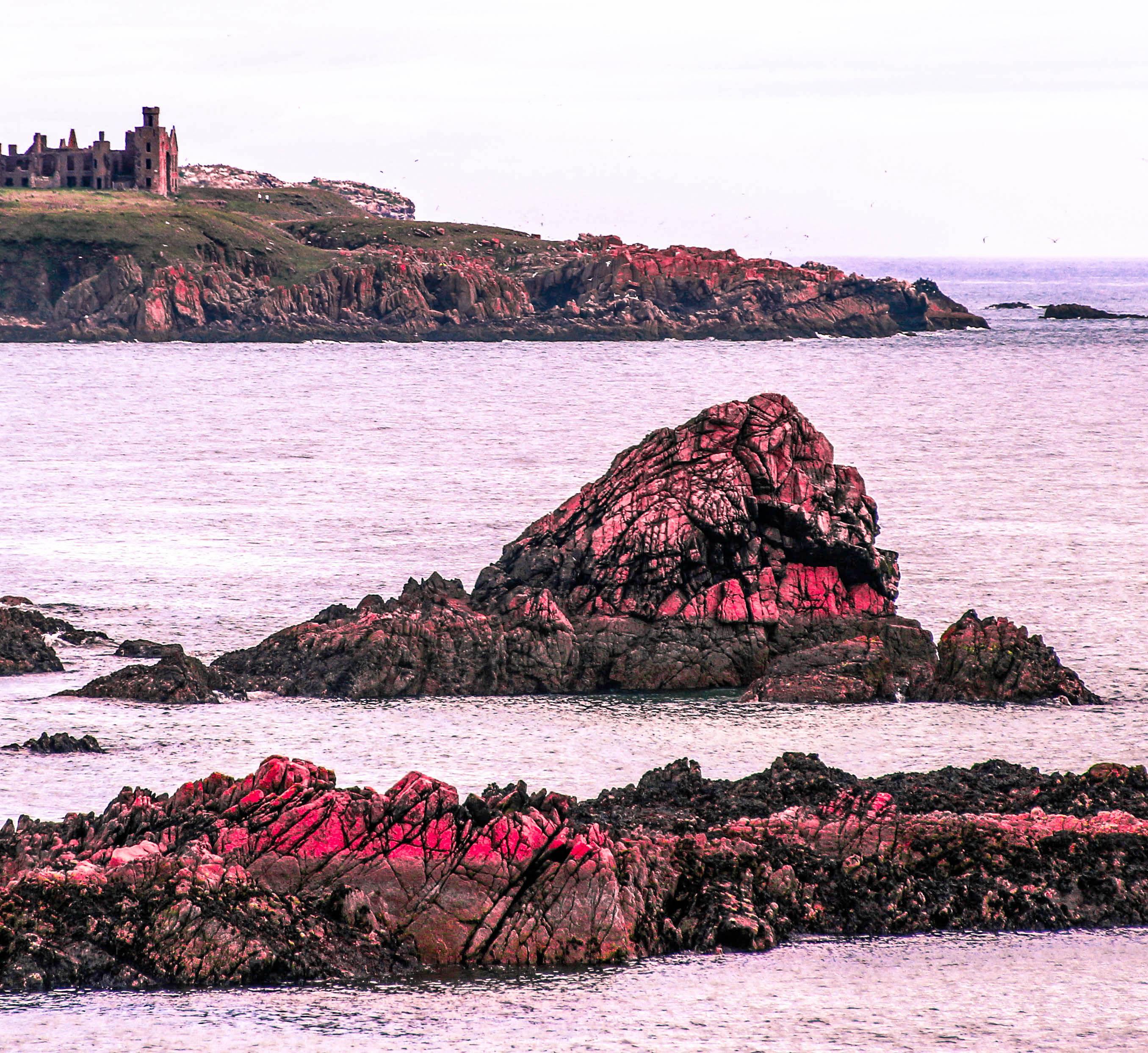
奥にスレインズ城を写したクルードン湾の写真。同城はドラキュラ城の描写にインスピレーションを与えたと言われる。

ストーカーはアーヴィングの個人秘書やライシアム劇場の運営に携わりながら小説を書き、1890年に『The Snake's Pass』、そして1897年に代表作『吸血鬼ドラキュラ』を発表した。この時期、彼はロンドンのデイリー・テレグラフ紙の文芸スタッフの一員でもあり、ホラー小説『The Lady of the Shroud』（1909年）や『The Lair of the White Worm』（1911年）など他の作品も世に出している。
1905年にアーヴィングが亡くなると、翌1906年に回顧録『ヘンリー・アーヴィングの思い出』（英: Personal Reminiscences of Henry Irving）を出版し、好評を博した。
ストーカーは1892年から1910年にかけてスコットランドのクルードン湾で定期的に休暇をとっていた。アバディーンシャーの海岸沿いの村での1か月の休暇が、小説を執筆した期間の大部分であった。『The Watter's Mou』（1895年）や『The Mystery of the Sea』（1902年）といった同地を舞台とした作品もある。
1895年、キルマーノック・アームズ・ホテルに滞在していた折に、『吸血鬼ドラキュラ』の執筆を開始した。1894年と1895年の彼の署名入りのゲストブックが現存している。
近くにあるスレインズ城は、ドラキュラ城の描写に影響を与えたと考えられている。特に同城の特徴的な八角形の広間は、小説に登場する八角形の部屋の描写と一致する。

### 『吸血鬼ドラキュラ』の執筆

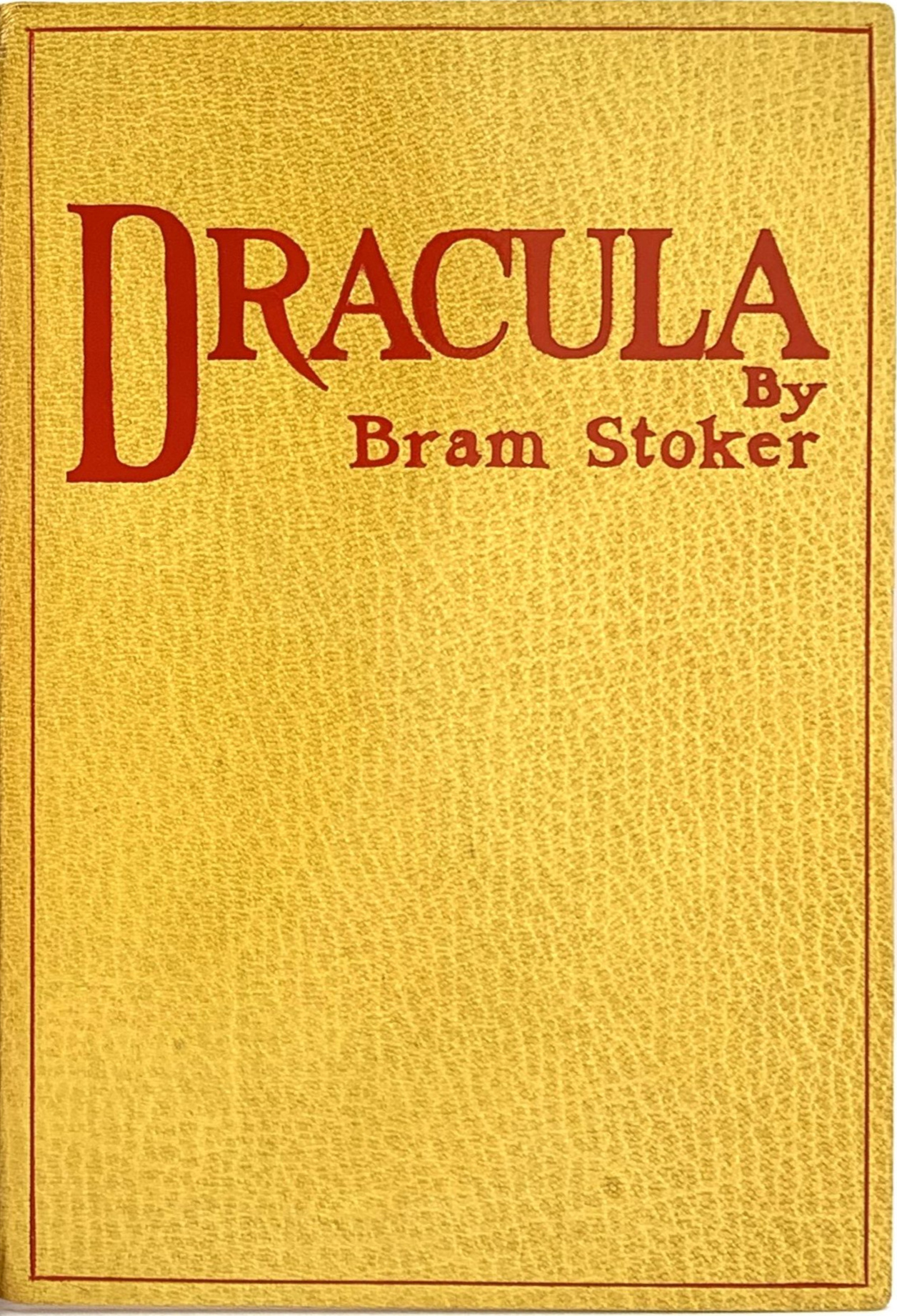
『吸血鬼ドラキュラ』（1897年）の初版の表紙

ストーカーは1890年にイギリスの海岸沿いの町ウィットビーを訪れた。この訪問が代表作『吸血鬼ドラキュラ』のインスピレーションの一部であったと指摘されている。
作中でドラキュラ伯爵がイギリスに上陸するのはウィットビーであり、そして、ウィットビー修道院跡の裏手にある墓地に至る199段の階段を黒い犬の姿で駆け上がる。
この他に先述のスレインズ城や、ダブリンのセント・ミッチャンズ教会の地下墓地、またシェリダン・レ・ファニュの小説『カーミラ』などから着想を得たと考えられている。
一般によく知られている『ドラキュラ』の執筆背景として、ストーカーは、ハンガリー系ユダヤ人の作家で学者、また旅行家でもあったヴァーンベーリ・アールミンと知り合い、彼からヴラド・ツェペシュ（ヴラド3世）の逸話を聞いて、インスピレーションを受けたというものがある（特にヴラド説は1972年の著作『ドラキュラ伝説』をきっかけに広く信じられている）。
しかし、1990年以降、ストーカーの執筆メモなどを分析したエリザベス・ミラーら研究者は、これらを俗説として否定している。ストーカーとヴァーンベーリの会話の主題は「ロシアの侵略」についてであり、小説にインスピレーションを与えたとされる「恐ろしいドラキュラの物語」、すなわち、はるか昔に亡くなった暴君の話はなかった。そもそも、この会談時には既に小説はほぼ出来上がっており、既に悪役の吸血鬼にはドラキュラという名前が与えられていた。ドラキュラのモデルがヴラド3世だったとする説自体も、ミラーは、執筆メモには「ヴラド3世」への言及自体がなく、ストーカーは、ドラキュラという名前やルーマニア史の広範な雑多な知識を借用しただけだと指摘している。
『ドラキュラ』は書簡体小説であり、日記、電報、手紙、航海日誌、新聞の切り抜きなどを通して現実感のあるフィクションというストーカーが培ってきたスキルが発揮されている。出版当時、『ドラキュラ』は超自然的存在を題材としたフィクションとして「単純明快なホラー小説」とみなされていた。

### 晩年と死後

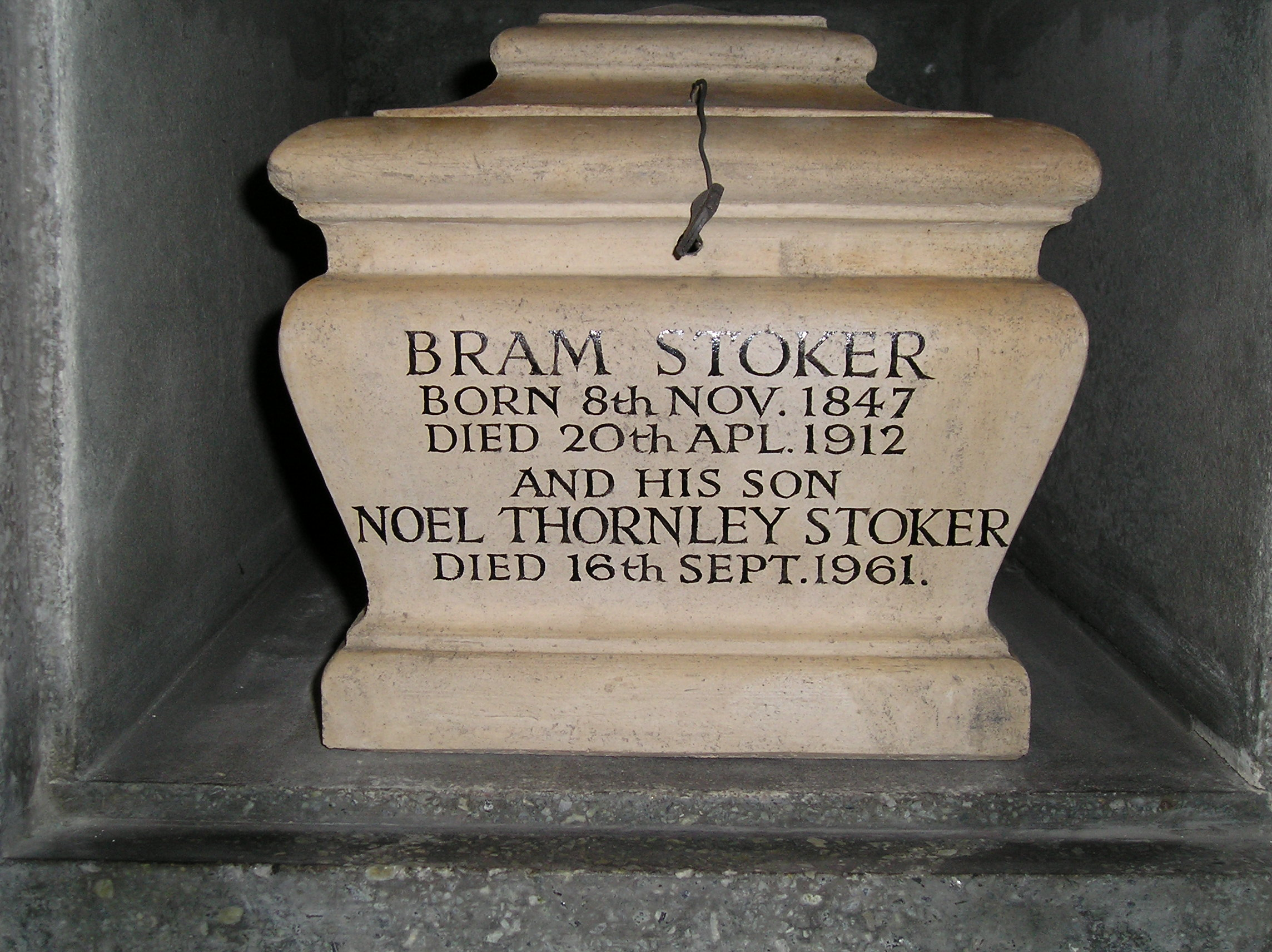
ゴルダーズ・グリーン火葬場に保管されているストーカーと息子の遺灰を収めた骨壷。

ストーカーは1912年4月20日にロンドンのセント・ジョージズ・スクエア26番地で亡くなった。晩年は何度か脳卒中に見舞われていた。
伝記においては過労死とするものと晩期の梅毒とするものがあるが、その死亡診断書では死因として「6か月の運動失調症」とあるため、おそらく後者だと考えられている。その遺体は火葬され、遺灰はゴルダーズ・グリーン火葬場に保管されている。1961年に亡くなった息子アーヴィングも同じ骨壷に収められたが、妻フローレンスは散骨されている。
ストーカーの死後、その著作の管理は未亡人となったフローレンスが行った。1914年には彼女によって未発表作を集めた短編集『ドラキュラの客』が刊行された。1922年、ドイツで『吸血鬼ドラキュラ』を無断で翻案した映画『吸血鬼ノスフェラトゥ』（監督F・W・ムルナウ）が公開されると、フローレンスは著作権侵害として訴訟を起こした。この裁判は1925年7月に結審してフローレンスの全面勝訴となり、裁判所はすべてのネガとプリントを破棄するよう命じた。ただ、わずかに廃棄を免れたものが現存したことで、今日には同作は最初のドラキュラ映画として知られている。
正式に許可が出た最初のドラキュラ映画は1931年の『魔人ドラキュラ』であり、ドラキュラ伯爵をベラ・ルゴシが務めた。
フローレンスは1937年に亡くなった。

## 信念と哲学
ストーカーはアイルランド聖公会のプロテスタントとして育ち、また自由党の強い支持者であり、アイルランド独立問題に強い関心を持っていた。
「諦観的地方自治者（英: Philosophical home ruler）」として、平和的手段に基づくアイルランド自治を支持した。熱心な君主主義者でもあったストーカーは、大英帝国からの完全な独立は否定し、イギリスは世界を良くする勢力であると信じていた。個人的にも面識があったウィリアム・グラッドストン首相に敬意を抱き、彼のアイルランド政策を支持していた。
ストーカーは進歩を信じ、科学やそれに基づく医学に強い関心を持っていた。その著作の中には『The Lady of the Shroud』（1909年）のように、初期SF作品とみなせるものもある。
作家としてオカルト、特に動物磁気に関心を持っていたが、詐欺を軽蔑し、迷信に対する科学的手法の優位性を信じていた。
一説によれば、ストーカーは魔術結社黄金の夜明け団や英国薔薇十字協会、あるいはフリーメイソンの会員であったとするものがある。しかし、これらの説には根拠はない。
確かにストーカーは黄金の夜明け団のメンバーであったJ・W・ブロディ＝イニスと交友があったり、あるいは同メンバーのパメラ・コールマン・スミスをライシアム劇場の芸人俳優に雇ったということもあったが、ストーカー自身がそのメンバーだったとする証拠はない。また、アーヴィングが活動的なフリーメイソンであったことから、ストーカーも会員であったとする主張もあるが、彼自身がロンドンで結社の活動に参加した証拠は見つかっていない。
合わせて、アイルランドのグランド・ロッジ（Grand Lodge of Ireland、フリーメイソンのアイルランド支部のこと）にも、彼が会員であったという記録はない。『ドラキュラ』でドラキュラ伯爵がジョナサンを城に招き入れる時のセリフはフリーメイソンのものを真似たとする意見もあるが、これもよくある定型句であり、根拠は薄い。

## 子孫
カナダ人作家デイカー・ストーカーはブラム・ストーカーの曾孫の一人である。彼はストーカー家が『吸血鬼ドラキュラ』の著作管理権を失ったことを嘆き、脚本家イアン・ホルトと共作で、2009年に本編の続編とする『新ドラキュラ』（Dracula: The Un-Dead）を執筆した。この作品はストーカーの執筆メモに基づき、草稿版からは削除された人物や筋書きを踏まえたものとなっている。また、この作品がデイカーのデビュー作となった。

## 顕彰行事
アメリカのホラー作家協会（HWA）は、1988年の成立時に、ストーカーの名を冠したブラム・ストーカー賞を創設した。第1回の受賞作にはスティーヴン・キングの『ミザリー』がある。
ブラム・ストーカーの生誕地であるダブリンでは、彼の文学における功績を称え、「ブラムストーカー・フェスティバル」を毎年開催している。2014 年のイベントは10月24日から27日まで開かれていた。
このイベントはブラム・ストーカー遺産財団（Bram Stoker Estate）やダブリン市議会、ファイルテ・アイルランド（Fáilte Ireland）が資金援助を行っている。

## 著作
小説以外の著作についてはen:Bram Stoker#Bibliographyを参照のこと。

### 長編小説
- The Primrose Path（1875年）
- The Chain of Destiny（1875年）
- The Snake's Pass（1890年）
- The Fate of Fenella (consecutive novel, chapter 10)（1891–1892年）
- The Watter's Mou'（1895年）
- The Shoulder of Shasta（1895年）
- 吸血鬼ドラキュラ（Dracula、1897年）
- Miss Betty（1898年）
- The Mystery of the Sea（1902年）
- 七つ星の宝石（英語版）（The Jewel of Seven Stars、1903年）
- The Man（1905年）
- Lady Athlyne（1908年）
- The Lady of the Shroud（1909年）
- 白蛇の巣（英語版）（The Lair of the White Worm、1911年）
- Seven Golden Buttons（2015年） - 死後出版。執筆は1891年であり、Miss Bettyの基となる[43]。

### 短編集
- Under the Sunset（1881年）
- Snowbound: The Record of a Theatrical Touring Party（1908年）
- ドラキュラの客（Dracula's Guest and Other Weird Stories、1914年） - 死後出版。表題作『ドラキュラの客』（Dracula's Guest）を含む。